# Flics toujours
Flics toujours (New Tricks) est une série télévisée britannique en 107 épisodes de 60 minutes créée par Nigel McCrery et Roy Mitchell, diffusée entre le 27 mars 2003 et le 6 octobre 2015 sur BBC One. 
En France, un épisode pilote et les deux premières saisons sont diffusés à partir du 13 janvier 2008 sur France 3. Elle reste inédite dans les autres pays francophones.

## Synopsis
On suit les enquêtes sur des crimes non résolus et on ouvre le dossier Squad (HMU). Dirigé par le détective surintendant en chef Sandra Pullman, l'équipe est composée de policiers à la retraite. Le titre original anglais vient de l'expression « You can't teach an old dog new tricks » c'est-à-dire « vous ne pouvez pas apprendre à un vieux chien de nouveaux tours ». De même, en français le titre a été tiré d'une phrase qui indique la nature immuable des habitudes humaines, « Flic un jour, flic toujours ». Bien que dans la série, les « vieux chiens » réussissent à adapter leurs compétences et leur expérience aux nouvelles techniques d'enquête.

## Distribution
- Amanda Redman (en) (VF : Anne Jolivet) : Superintendant détective Sandra Pullman (saisons 1 à 10)
- Dennis Waterman (en) (VF : Georges Claisse) : Gerald « Gerry » Standing
- James Bolam (en) (VF : Jean Lescot) : John Alan « Jack » Halford (saisons 1 à 9, invité saison 10)
- Alun Armstrong (VF : Gerard Rinaldi) : Brian Lane (saisons 1 à 10)
- Dennis Lawson : Steve McAndrew (saisons 9 à 12)
- Nicholas Lyndhurst : Dan Griffin (saisons 10 à 12)
- Tamzin Outhwaite : Sasha Miller (saisons 10 à 12)
- Larry Lamb (en) : Ted Case (saison 12)

 Source et légende : version française (VF) sur RS Doublage

## Épisodes

### Pilote (2003)
1. L'Affaire Dubrovski (The Chinese Job)

### Première saison (2004)
1. Ricochet (ID Parade)
2. Des Faux à Buckingham (Painting on Loan)
3. Camp mortel (1984)
4. Mort sur le green (Good Work Rewarded)
5. À la recherche de Donna (Home Truths)
6. La Voix de l'au-delà (Talking to the Dead)

### Deuxième saison (2005)
1. Un homme peut en cacher un autre (A Delicate Touch)
2. Les Liens sacrés (Family Business)
3. Histoires parallèles (Trust Me)
4. Une étoile s'est éteinte (Old and Cold)
5. Le Diamant rouge (Creative Problem Solving)
6. Un coup de poker (Eyes Down for a Full House)
7. L'Art de la pêche (Fluke of Luck)
8. Taillée en pièces (17 Years of Nothing)

### Troisième saison (2006)
1. Lady's Pleasure
2. Dockers
3. Old Dogs
4. Diamond Geezers
5. Wicca Work
6. Bank Robbery
7. Ice Cream Wars
8. Congratulations

### Quatrième saison (2007)
1. Casualty
2. God's Waiting Room
3. Ducking & Diving
4. Nine Lives
5. Powerhouse
6. Buried Treasure
7. Father's Pride
8. Big Topped

### Cinquième saison (2008)
1. Spare Parts
2. Final Curtain
3. A Face for Radio
4. Loyalties and Royalties
5. Couldn't Organise One
6. Magic Majestic
7. Communal Living
8. Mad Dogs

### Sixième saison (2009)
1. The War Against Drugs
2. The Truth Is Out There
3. Fresh Starts
4. Shadow Show
5. Death of a Timeshare Salesman
6. The Last Laugh
7. Blood Is Thicker Than Water
8. Meat Is Murder

### Septième saison (2010)
1. Dead Man Talking
2. It Smells of Books
3. Left Field
4. Dark Chocolate
5. Good Morning Lemmings
6. Fashion Victim
7. Where There's Smoke
8. Coming Out Ball
9. Gloves Off
10. The Fourth Man

### Huitième saison (2011)
1. Old Fossils
2. End of the Line
3. Lost in Translation
4. Setting Out Your Stall
5. Moving Target
6. Object of Desire
7. The Gentleman Vanishes
8. Only the Brave
9. Half Life
10. Tiger Tiger

### Neuvième saison (2012)
1. A Death in the Family
2. Old School Ties
3. Queen and Country
4. The Girl Who Lived
5. Body of Evidence
6. Love Means Nothing in Tennis
7. Dead Poets
8. Blue Flower
9. Part of a Whole
10. Glasgow UCOS

### Dixième saison (2013)
1. The Rock - Part 1
2. The Rock - Part 2
3. The Sins of the Father
4. The Little Brother
5. Cry Me a River
6. Into the Woods
7. Things Can Only Get Better
8. The One That Got Away
9. Roots
10. Wild Justice

### Onzième saison (2014)
1. Bermondsey Boy
2. Tender Loving Care
3. Deep Swimming
4. Ghosts
5. London Underground
6. Romans Ruined
7. In Vino Veritas
8. The English Defence
9. Breadcrumbs
10. The Queen's Speech

### Douzième saison (2015)
1. Last Man Standing – Part One
2. Last Man Standing – Part Two
3. The Curate's Egg
4. The Wolf of Wallbrook
5. Prodigal Sons
6. The Fame Game
7. The Russian Cousin
8. Lottery Curse
9. Life Expectancy
10. The Crazy Gang

## Commentaires
Le thème musical est une chanson intitulée "It's Alright", écrit par Mike Moran et chantée par Dennis Waterman.